# Remijia maguirei
Remijia maguirei är en måreväxtart som beskrevs av Julian Alfred Steyermark. Remijia maguirei ingår i släktet Remijia och familjen måreväxter. Inga underarter finns listade i Catalogue of Life.